# Mike Gesicki
(en) Statistiques sur pro-football-reference
Michael William Gesicki, né le 3 octobre 1995 à Manahawkin, est un sportif professionnel américain de football américain jouant au poste de tight end dans la National Football League (NFL) depuis 2018.
Au niveau universitaire, il a joué dans la NCAA Division I FBS pour les Nittany Lions de Penn State pendant quatre saisons (2014-2017) avant d'être sélectionné en 48e choix global lors du 2e tour de la draft 2018 de la NFL par la franchise des Dolphins de Miami.
Après cinq saisons avec les Dolphins (2018-2022), il signe avec les Patriots de la Nouvelle-Angleterre en 2023 et rejoint finalement les Bengals de Cincinnati en 2024 en y signant un contrat d'un an pour 3,25 millions de dollars.